# يوم عشاق الكتب
يوم عشاق الكتب هو احتفال سنوي يُقام في 9 أغسطس من كل عام، يهدف إلى تعزيز حب القراءة والكتب بين الناس. يُشجع هذا اليوم القراء من مختلف الأعمار على تخصيص وقت للقراءة ومشاركة تجاربهم الأدبية مع الآخرين.
يركز هذا اليوم على تشجيع ثقافة القراءة كجزء من الحياة اليومية، ويحفز الأفراد على اكتشاف عوالم جديدة من خلال الكتب. كما يسلط الضوء على دور المكتبات ودور النشر والكتاب في تعزيز المعرفة وتنمية المهارات الثقافية والفكرية.

## تاريخ يوم عشاق الكتب
أُنشئ يوم عشاق الكتب عام 2004 ضمن مبادرات تهدف إلى دعم القراءة على مستوى العالم. ومنذ ذلك الحين، بدأت العديد من المؤسسات التعليمية والثقافية بتنظيم فعاليات خاصة بهذا اليوم لتشجيع القراء على المشاركة والتفاعل مع الكتب.

## فعاليات يوم عشاق الكتب
تشمل فعاليات هذا اليوم تنظيم قراءات جماعية في المدارس والمكتبات، وتقديم خصومات على الكتب، بالإضافة إلى عقد لقاءات مع مؤلفين وورش عمل أدبية. كما تُقام مسابقات للكتابة وحملات لجمع الكتب والتبرع بها للمحتاجين.